# 南大東中継局
南大東中継局（みなみだいとうちゅうけいきょく）は、沖縄県島尻郡南大東村（南大東島）池之沢にあるラジオ・テレビの中継局である。

## 概要
大東島地域で地上波のテレビとラジオを視聴できるようにすることが現在の設置目的である。かつては地上波局の整備が難しかったことから、衛星波のテレビを再送信していたが、アナログ放送の終了により廃止。
局舎はテレビ・ラジオとも、1つの建物・鉄塔に集約されている。

### 放送エリア

#### テレビ
- 地上波は南大東島のみ（北大東島は北大東テレビ中継局のエリア）。
- アナログ衛星放送は大東諸島全域。

#### ラジオ
- 大東諸島（南大東島・北大東島）とその周辺海域。

### 放送波の送受信

#### テレビ（デジタル放送）
沖縄本島と南大東島の間に敷設された放送・通信の伝送に用いられる海底光ケーブルで送られてくる信号をここで受信し、北大東中継局へは放送波中継で伝送。

#### ラジオ
沖縄本島から直接または光海底ケーブル経由で受信し、FMに変換して放送。

### 廃止分（テレビアナログ放送）
- 地上波は東京タワーからテレコムセンター（東京都江東区）経由で通信衛星から受信し、UHFに変換したうえで放送。さらに、北大東中継局へ伝送。
- 衛星波は直接放送衛星から受信し、VHFに変換し放送。パラボラアンテナを設置すれば直接受信が可能。

## 沿革
- 1975年3月31日 - NHK沖縄放送局が、南大東村役場内にテレビ放送試験局を開局（4ch、コールサイン・JO7D-TV）。当時はNHK沖縄放送局で編集され、沖縄本島から空輸されたVTR（ビデオテープ）を1日4時間程度放送。但し、生放送であるニュース番組とスポーツ番組は放送されなかった。
- 1984年5月12日 - NHK衛星第1テレビジョン（衛星第1・現NHK BS）の実験放送開始。4chは前日までの放送試験局から、衛星第1の中継局に転換し、東京都小笠原村（小笠原諸島父島）と共に同時開局（映像出力100W）。これでようやくテレビの全国同時放送が実現した。
  - 当時の衛星第1は総合テレビと同時放送で、ローカル枠のみ独自番組に差し替える程度だった。この日、南大東村では、お神輿が出るなど、お祝い行事が行われた。なお、この時の村内の様子は、2012年3月20日22時からBS1で放送された、｢衛星放送が照らした未来▽世界をひとつに・国境を越えた電波▽NASAも驚く開発秘話｣で放送された。
- 1986年12月25日 - NHK衛星第2テレビジョン（衛星第2・後のNHK BSプレミアム）実験放送開始に伴い[1]、中継局が開局。
- 1989年6月1日 - NHK衛星放送の本放送開始。同時に南大東放送局となる[2]。
- 1998年4月1日 - 地上波のテレビ放送開始[3]。当時はNHK・民放とも、東京（関東広域圏）の番組が放送されていた。民放については、東京キー局のうち、沖縄に系列局のある放送局[4]が中継局を設置していた。
- 2007年4月1日 - NHKラジオ第1・琉球放送・ラジオ沖縄の在沖AM放送各社が中波混信対策（難聴解消）のため、FMにより放送開始。なお、NHKラジオ第1はテレビと異なり、沖縄放送局の中継局である。
- 2010年6月30日 - テレビ放送のデジタル移行に伴う措置として、アナログ放送が終了[5]、BSデジタル放送でのセーフティネット放送による直接受信に移行。
- 2011年
  - 7月20日 - NHK沖縄放送局、琉球放送、沖縄テレビ、琉球朝日放送の各社に、南大東中継局の本免許が下りる。
  - 7月22日 - 在沖各社による地上デジタル放送の中継局開局。沖縄県内における地上デジタル放送の中継局整備が完了。
  - 7月24日 - テレビのアナログ放送が終了したことにより、NHK BS1・BSプレミアム再送信による中継局廃止。

## テレビ放送送信設備

### デジタルテレビ
| ID | 放送局名           | 物理チャンネル | 空中線電力 | ERP | 放送対象地域 | 放送区域内世帯数 | 開局日         |
| -- | ------------------ | -------------- | ---------- | --- | ------------ | ---------------- | -------------- |
| 1  | NHK 沖縄総合       | 32             | 3W         | 49W | 沖縄県       | 718世帯          | 2011年 7月22日 |
| 2  | NHK 沖縄教育       | 27             | 3W         | 49W | 全国         | 718世帯          | 2011年 7月22日 |
| 3  | RBC 琉球放送       | 34             | 3W         | 49W | 沖縄県       | 718世帯          | 2011年 7月22日 |
| 5  | QAB 琉球朝日放送   | 38             | 3W         | 49W | 沖縄県       | 718世帯          | 2011年 7月22日 |
| 8  | OTV 沖縄テレビ放送 | 36             | 3W         | 49W | 沖縄県       | 718世帯          | 2011年 7月22日 |

- 2011年6月15日に北大東中継局と同時に予備免許が、7月20日に本免許が、それぞれ交付された。
- 放送エリアは、南大東村の全域と北大東村港地区の一部。

### アナログテレビ
| ch | 放送局名            | 空中線電力        | ERP                  | 放送対象地域 | 開局日          | 最終放送日     | 緊急時対応地元局 |
| -- | ------------------- | ----------------- | -------------------- | ------------ | --------------- | -------------- | ---------------- |
| 4  | NHK BS1             | 映像100W/ 音声25W | 映像1.75kW/ 音声430W | 全国         | 1984年 5月12日  | 2011年 7月24日 | NHK 沖縄放送局   |
| 6  | NHK BSプレミアム    | 映像100W/ 音声25W | 映像1.75kW/ 音声430W | 全国         | 1986年 12月25日 | 2011年 7月24日 | NHK 沖縄放送局   |
| 52 | NHK 東京教育        | 映像30W/ 音声7.5W | 映像510W/ 音声125W   | 全国         | 1998年 4月1日   | 2010年 6月30日 | NHK 沖縄放送局   |
| 54 | NHK 東京総合        | 映像30W/ 音声7.5W | 映像510W/ 音声125W   | 関東広域圏   | 1998年 4月1日   | 2010年 6月30日 | NHK 沖縄放送局   |
| 56 | TBS TBSテレビ       | 映像30W/ 音声7.5W | 映像510W/ 音声125W   | 関東広域圏   | 1998年 4月1日   | 2010年 6月30日 | RBC 琉球放送     |
| 58 | CX フジテレビジョン | 映像30W/ 音声7.5W | 映像510W/ 音声125W   | 関東広域圏   | 1998年 4月1日   | 2010年 6月30日 | OTV 沖縄テレビ   |
| 60 | EX テレビ朝日       | 映像30W/ 音声7.5W | 映像510W/ 音声125W   | 関東広域圏   | 1998年 4月1日   | 2010年 6月30日 | QAB 琉球朝日放送 |

- NHK BS1の4chは、1975年3月31日 - 1984年5月11日にNHK南大東テレビ放送試験局で運用された。
- NHK BSは放送衛星から地上波（VHF）に、地上テレビは通信衛星から地上波（UHF）にそれぞれ変換して放送。
- 沖縄の地元局からは、ローカルニュースや気象情報（特に台風情報）などが電話回線を通じて字幕（台風情報の場合は画像も）表示。
- テレビ東京（TX）と日本テレビ放送網（NTV）は沖縄県内に系列局を置いてないため、アナログ終了まで対象外。
- 放送区域は地上波系の52ch、54ch、56ch、58ch、60chが南大東村、衛星系の4chと6chが南大東村及び北大東村。
- 2011年3月31日まで、NHK BS1は「NHK衛星第1テレビジョン」、NHK BSプレミアムは「NHK衛星第2テレビジョン」。

## ラジオ放送送信設備
大東島地方では長らく在沖放送局の中継局が設置されておらず、ラジオに関しては那覇からの情報が入りにくい状態（夜間は電波の電離層反射で受信可能）であったが、2007年4月1日にAMラジオ放送局であるNHK沖縄ラジオ第1放送・琉球放送・ラジオ沖縄が、FM波による中継局を開局させた。なおFM波による送信は、AM波の場合、地理的に外国に近く、夜間に混信が生ずる恐れがあるためである。
| 周波数 （MHz） | 放送局名       | 空中線電力 | ERP  | 放送対象地域 | 当中継局放送エリア | 放送区域内世帯数 | 開局日        |
| -------------- | -------------- | ---------- | ---- | ------------ | ------------------ | ---------------- | ------------- |
| 79.6           | ROK ラジオ沖縄 | 100W       | 460W | 沖縄県       | 南大東村・北大東村 | 約1,000世帯      | 2007年 4月1日 |
| 81.4           | RBC 琉球放送   | 100W       | 460W | 沖縄県       | 南大東村・北大東村 | 約1,000世帯      | 2007年 4月1日 |
| 83.5           | NHK 沖縄第1    | 100W       | 460W | 沖縄県       | 南大東村・北大東村 | 約1,000世帯      | 2007年 4月1日 |

- 何れも本来はAMラジオ局であるが、夜間における外国との混信を避けるため、FMに変換しての中継局となっている。ただし、ラジオ第2放送については中継局を設置していない。これは全国放送であるため、日中は沖縄、夜間は東京・大阪・熊本の各放送局送信所でカバーされるためである。
- 本来のFMラジオ局であるNHK沖縄FM放送とFM沖縄は中継局を設置していない。2011年の地上デジタル放送の開始にあわせて沖縄本島と南大東島の間に放送・通信の伝送に用いられる海底光ケーブルが敷設されるため技術的には設置が可能である（実際、沖縄本島と先島諸島の間の海底ケーブルにもテレビ放送だけでなく、AM・FM放送も伝送している）が、開局時期は一切未定である。ただ、NHK-FM放送は2012年度に2か所の中継局設置が予定されているが、設置されるのは小笠原諸島の父島・母島の両中継局で、当中継局は今年度の開局に含まれていないため、全国で唯一NHK-FM放送が直接受信出来ない地区として残ることになった。
- このため『ラジオ深夜便』がNHKラジオ第1の放送機器のメンテナンスで休止（1:00 - 5:00）になる場合、この地域では本土のラジオ第1あるいはNHKワールド・ラジオ日本（日曜・月曜未明 1:00 - 2:00を除く全時間帯に同時放送）が受信できない限り休止となる。また、オリンピックなどのスポーツ中継や年度末に放送されるNHK予算の審議の録音中継が放送される場合は短波もしくは海外衛星放送受信装置によるデジタルラジオでNHKワールド・ラジオ日本（日曜・月曜未明 1:00 - 2:00を除く全時間帯）を受信しない限り本番組の聴取は不可。
- NHK-FM放送に関しては2011年9月1日からラジオ第1・第2とともにインターネットを通じた同時配信「NHKネットラジオ らじる★らじる」を開始し、大東諸島でもパソコン・スマートフォンなどを用意することで聴取が可能となった。しかし、沖縄放送局は配信対象外[6]であるため、聴取可能な沖縄局の番組は、『沖縄ミュージックジャーニー』など聴き逃し配信による全国配信番組に限られる。また、権利者が不明で権利処理が困難な一部番組（主にクラシック音楽番組の一部放送回など）も配信されないため、聴くことができない。
- FM沖縄は2017年10月2日からインターネットラジオのradikoで聴取が可能になっている。

### 歴史
- 2006年12月12日 - 予備免許交付。
- 2007年
  - 3月29日 - 本免許交付。
  - 4月1日 - 本放送開始。